# 清崎城
清崎城（きよさきじょう）は、越後国頚城郡（現・新潟県糸魚川市清崎） にあった日本の城（平城）。糸魚川城とも記される。桃山時代まで存続した勝山城（落水城）の東に位置する。のちの糸魚川陣屋はより海に近い。

## 概要
慶長6年(1601年)、堀秀治によって築かれたと云われる。それ以前に上杉景勝が築いた糸魚川城があったとも云われるが、その場所は諸説ある。堀氏が改易となった後には、越後高田藩主松平忠輝（長沢松平家継嗣・越後少将家）の家臣松平信宗（長沢松平家）が一万六千五百石で清崎城主となり、その子松平信直が継承するも、松平忠輝は改易となる。
松平忠昌（越前松平家）が高田に入封し、付家老の稲葉正成が二万石を領して清崎城主となった。忠昌が福井転封のあと高田藩主となった松平光長（越後中将家）の家老の荻田長繁（荻田主馬）が一万四千石で城代となり、荻田長磐、荻田本繁と続いたが、延宝9年(1681年)に松平光長は改易となり、清崎城も幕府に接収された。その後、糸魚川藩として有馬清純（肥前有馬氏）五万石の時代を経て天領となり廃城。
元禄12年（1699年）に本多助芳が、享保2年(1717年)には松平直之（越前松平家）が入封し糸魚川藩となり、藩庁を糸魚川陣屋に構えた。

## 遺構
清崎城は現在の糸魚川市役所一帯に築かれていた。 清崎神社から天津神社周辺の池が水堀の名残と云われる。
- 清崎神社 - 石橋と水堀が残る。鳥居と祠。
- 天津神社 - 同上。御門と本殿。

### 周辺施設・関連資料など
- 竜光寺 - 荻田氏の菩提寺。
- 奴奈川神社
- 清崎城絵図 - 糸魚川市所蔵。

## 支城
- 糸魚川陣屋 - 清崎から離れた横町に築かれた。幕府直轄のち糸魚川藩の政庁。

## 交通
- JR西日本北陸新幹線・糸魚川駅から徒歩7分